# アブラハム・ファン・カルラート
アブラハム・ファン・カルラートまたはアブラハム・カルラート（Abraham van Calraet または Abraham Calraet 、姓は Kalraatとも、1642年10月12日（洗礼日）- 1722年6月11日）はオランダの画家、版画家である。風俗画や静物画、牛や馬などの動物画を描いた。

## 略歴
ドルトレヒトで生まれた。父親は木彫家で商業を学ぶ傍ら、父親の木彫の仕事を手伝った。後に画家に転じ、1670年頃には静物画を多く描いていた。1680年にドルトレヒトの画家、コルネリス・ビスコップ(Cornelis Bisschop:1630-1674)の娘と結婚した。カルラートは生涯、ドルトレヒトで活動した。弟のバレンツ(Barent van Kalraet または Barent Pietersz Calraat:1649-1737) もまたカルラートから絵を学び、後にアルベルト・カイプの弟子になった。
アブラハム・ファン・カルラートもアルベルト・カイプの影響を受けており、さらに作品にカイプと同じく「A.C」とサインしたことが多かったことにより、作品の多くが、アルベルト・カイプの作品とされることになった。20世紀になって、美術コレクター、アブラハム・ブレディウス(Abraham Bredius:1855–1946)によって、カイプの作品とされてきた静物画がカルラートの作品であることが示され、さらに研究者によって多くのカルラートの作品がカルラートの作品と同定されている。

## 作品

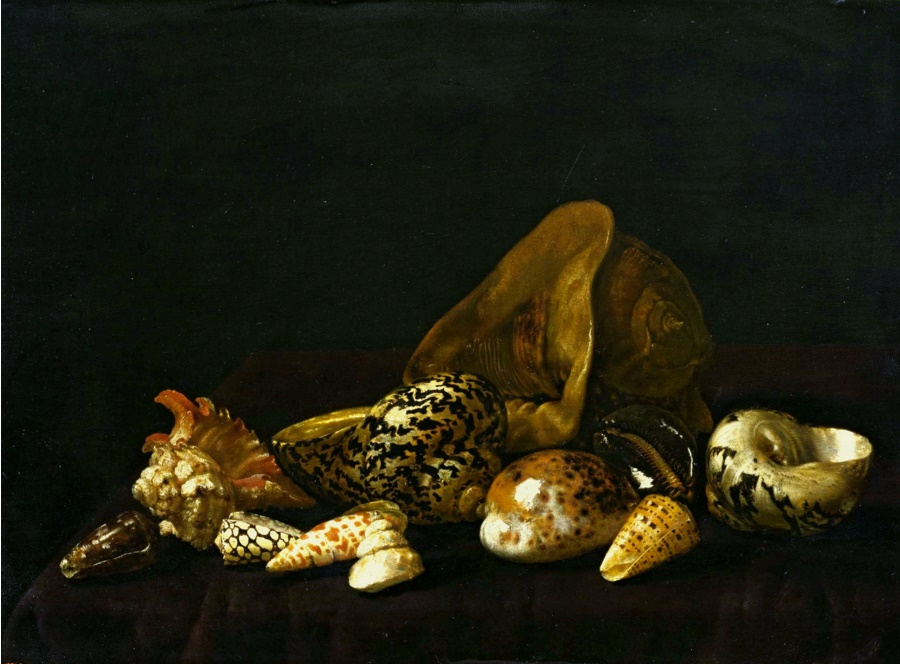
「貝殻」
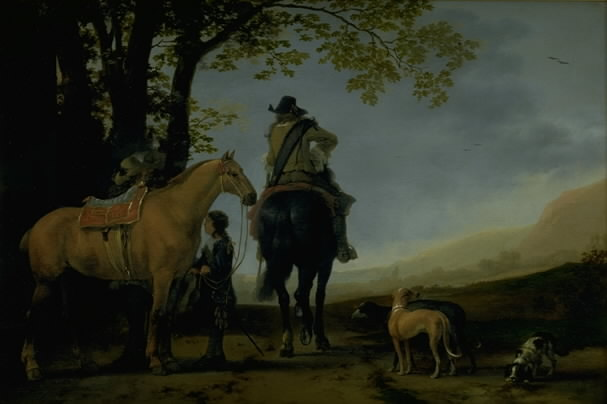
馬丁のいる風景画
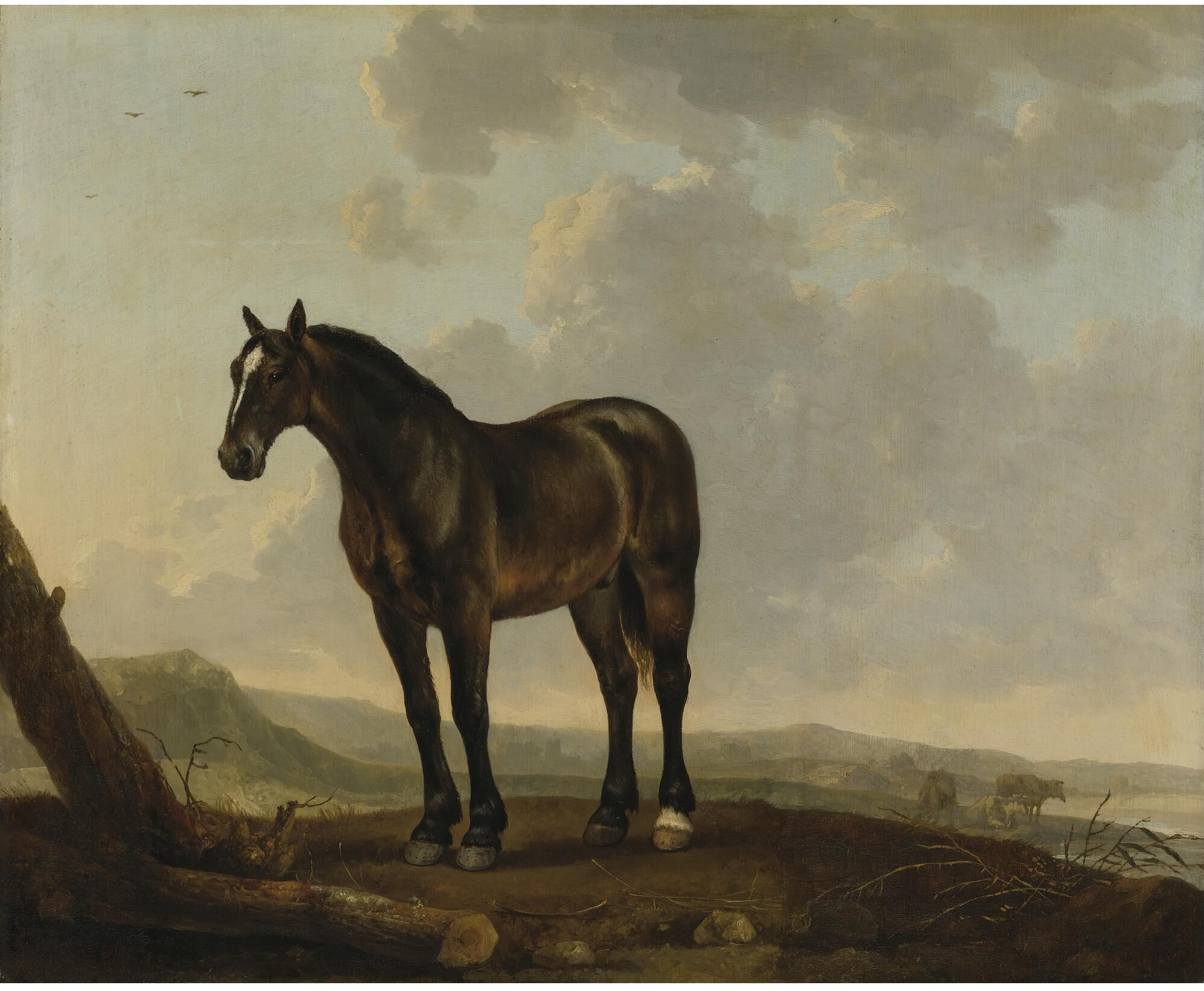
栗毛の馬のいる風景

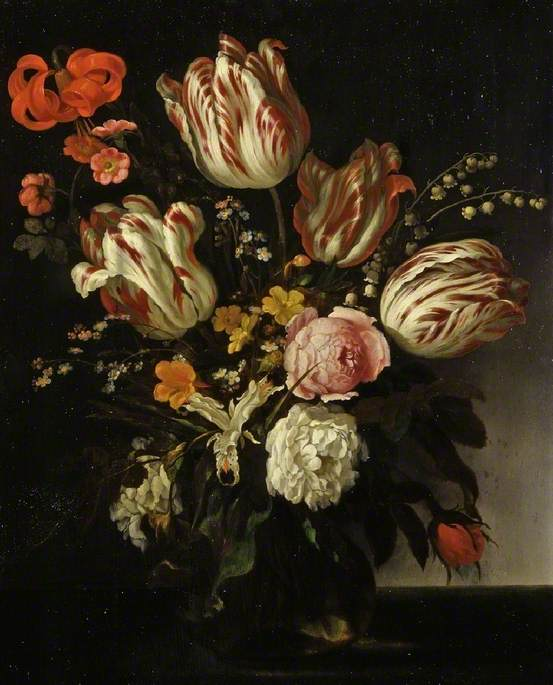
静物画
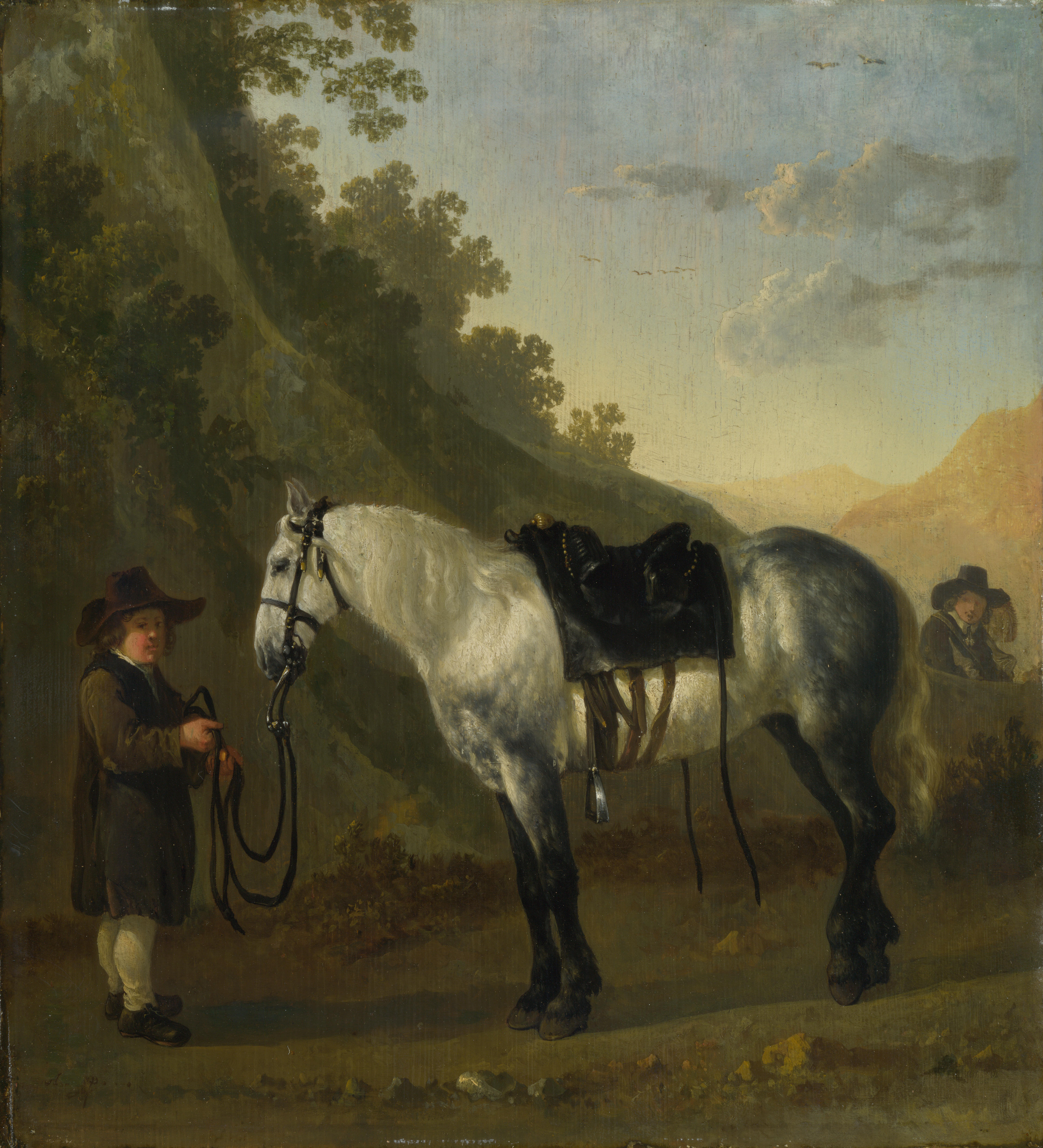
馬の手綱を持つ少年
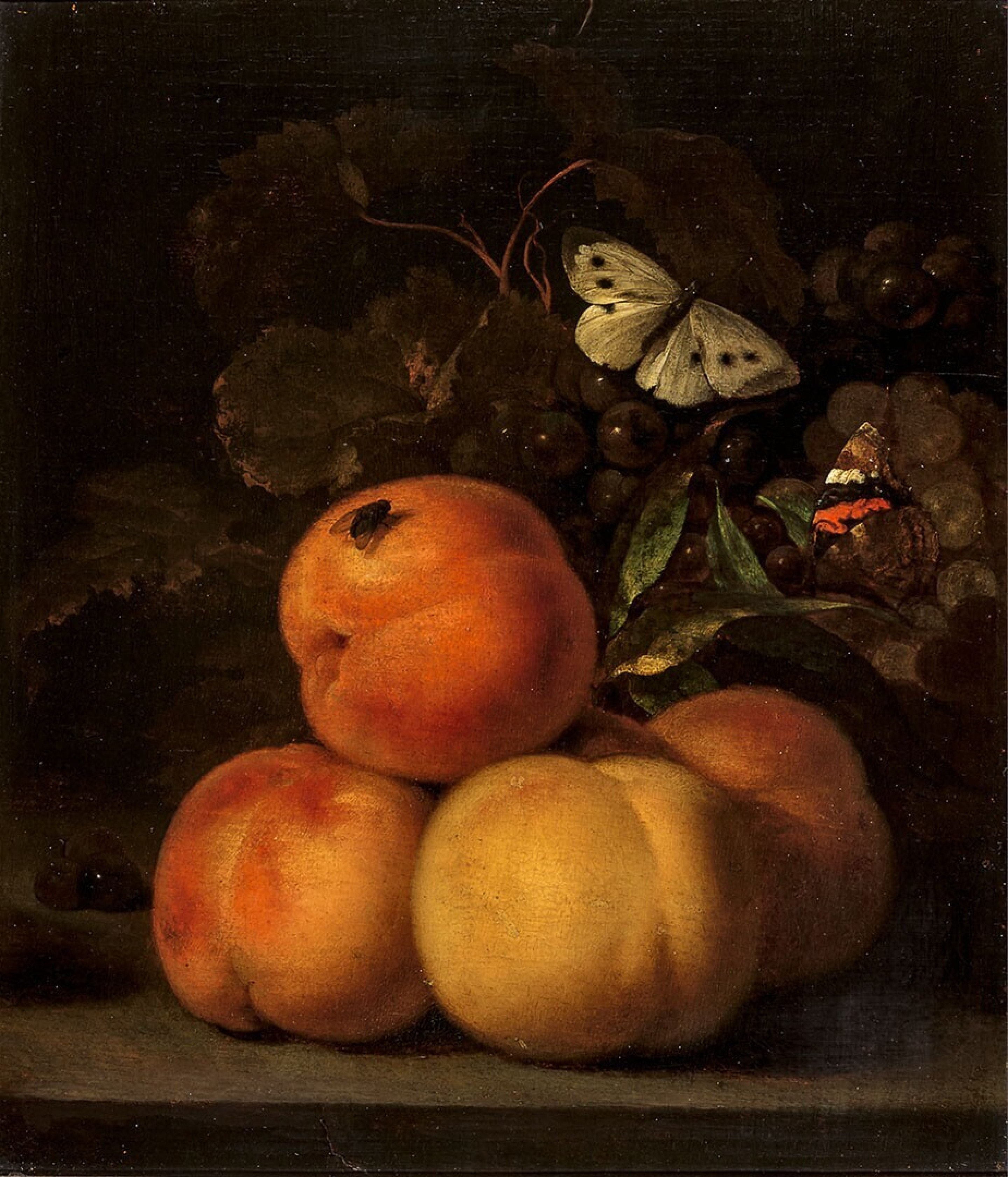
静物画
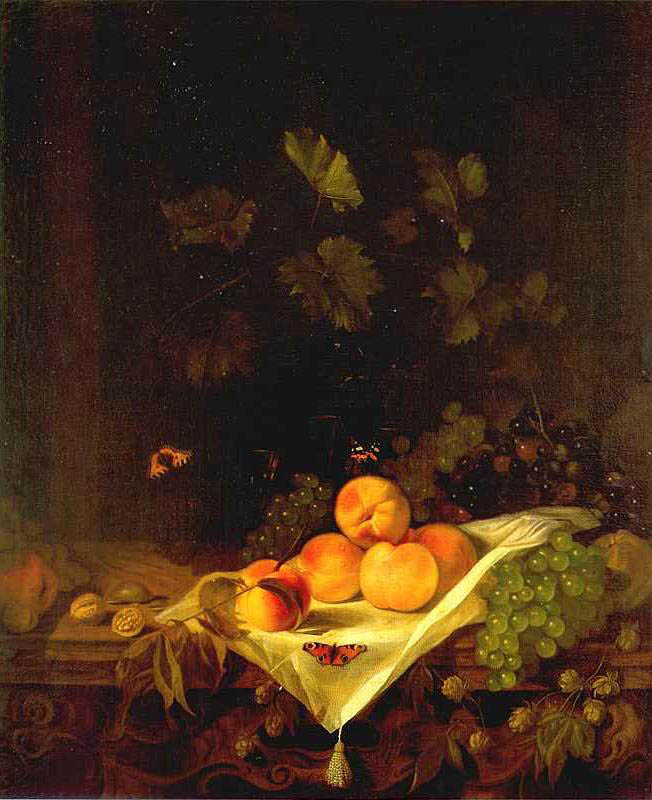
桃と葡萄のある静物画